# Apol·loni Biblas
Apol·loni Biblas (en llatí Apollonius Biblas, en grec Άπολλώνιος Βιβλᾶς) va ser un metge grec que va viure probablement al segle iii aC.
Va escriure un llibre després de la mort de Zenó, en resposta a un treball d'aquest sobre el significat de certes indicacions (χαρακτῆρες) que es troben al final d'alguns capítols del llibre sobre les epidèmies d'Hipòcrates. Sembla probable que no era la mateixa persona que Apol·loni Empíric. El seu nom estava relacionat amb la paraula Βιβλιακός, i se li va donar per ser molt aficionat als llibres.